# Guaracava-de-crista-branca
Elénia-de-crista-branca, guaracava-de-crista-branca-nortenha ou guaracava-de-crista-branca (Elaenia albiceps) é uma espécie de ave da família Tyrannidae.
Pode ser encontrada nos seguintes países: Argentina, Bolívia, Brasil, Chile, Colômbia, Equador, Ilhas Malvinas, Paraguai, Peru, Ilhas Geórgia do Sul e Sandwich do Sul e Uruguai.
Os seus habitats naturais são: florestas temperadas, regiões subtropicais ou tropicais húmidas de alta altitude, matagal tropical ou subtropical de alta altitude e florestas secundárias altamente degradadas.